# Ruta Provincial 28 (Córdoba)

## Generalidades
La Ruta Provincial 28 es una carretera argentina, ubicada en el centro-oeste de la Provincia de Córdoba
. Tiene orientación oeste-este y su extensión es de 170 km aproximadamente.

El kilómetro cero de este camino se ubica en el límite interprovincial con la vecina provincia de La Rioja, donde su trazado se continúa como  RP 20 .
A lo largo de su recorrido, atraviesa los departamentos de Pocho, Cruz del Eje y Punilla. De estos tres, el primero es uno de los más inhóspitos de toda la provincia; y junto a los departamentos Minas y San Alberto, son los más occidentales de la provincia.
La ruta atraviesa una de las regiones menos intervenida por el hombre en la provincia, por ello, el monte nativo es una constante en gran parte de su trayecto. Sin embargo, cuando se ahonda en la profundidad del monte, se descubre que el proceso de erosión y degradación del suelo es muy alto, debido a la cría de ganado vacuno, ovino y caprino principalmente, por los lugareños como sustento de vida.

A través de esta carretera se accede a la región denominada los Llanos Riojanos, a la pequeña localidad de Chancaní, y su Reserva Natural. También al recientemente creado Parque nacional Traslasierra y a la región de Los Túneles (una de las siete maravillas de Córdoba), a la Quebrada de la Mermela (uno de los hábitats del Cóndor Andino en Córdoba), a la región de los Volcanes de Pocho (los más antiguos del país), a la pequeña localidad de Las Palmas, y más hacia el este, trepando hasta los casi 2.000 m s. n. m., alcanza la región de Los Gigantes, extremo norte de la Pampa de Achala. De allí desciende hacia el valle de Punilla cruzando la comuna de El Durazno y la ciudad de Tanti, hasta alcanzar su destino final en la ciudad de Villa Santa Cruz del Lago, donde se interseca con la importante  RN 38 .
Gran parte de esta vía de comunicación es de ripio.

## Asfalto para Los Túneles
Solamente dos tramos de esta importante ruta turística se encuentran asfaltados: el primer tramo es entre el quinto túnel y Taninga ( RP 15 ) (tramo asfaltado en enero de 2019), y finalizado en agosto de 2022).

El segundo tramo se ubica entre la ciudad de Tanti y su punto final (km 157 y 165).

Está planificado asfaltar el resto de esta vía, entre Tanti y Taninga, y desde el último túnel hasta la localidad de Chancaní, y en un futuro finalizar la obra hasta el límite de la provincia de La Rioja

## Historia
Este muy poco utilizado camino de la provincia de Córdoba, fue, hasta 1979, parte del antiguo trazado de la importante  RN 20 , que fuera parte de un intento por crear un corredor biocéanico, junto a otras rutas nacionales como la  RN 18  y la  RN19 , allá por la década de 1970.

Con el paso de los años, otras vías de comunicación fueron necesario actualizarlas (Camino de los puentes colgantes, Camino de las altas cumbres), e indirectamente se fueron modificando los recorridos, lo que llevó a que esta ruta, que otrora en un tiempo fuera la única vía para acceder a la provincia de San Juan, quedara comercialmente en desuso. Actualmente solo se la utiliza como vía turística y comunicación de pobladores locales.

## Localidades
A lo largo de su recorrido, esta ruta atraviesa algunas localidades ubicadas en los departamentos por los que se desarrolla, y que se detallan a continuación. Aquellas localidades que figuran en itálica, son cabecera del departamento respectivo. Entre paréntesis, figuran los datos de población según censo INDEC 2010.
Las localidades con la leyenda s/d hacen referencia a que no se encontraron datos oficiales.
- Departamento Punilla: Tanti: 6.467 , Villa Sta. Cruz del Lago: 2.450
- Departamento Cruz del Eje: Sin localidades
- Departamento Pocho: Las Palmas: 123, Taninga: 129 , Tala Cañada: 254

## Recorrido
|  |  | tCONTg |

|  | GRZq | tSTR+GRZq | GRZq |

|  |  | tSTR |

|  |  | tBHF |

|  |  | tKRWgl+l | tCONTfq |

|  |  | tSTRe-m |

|  |  | TUNNEL2 |

|  |  | TUNNEL2 |

|  |  | TUNNEL2 |

|  |  | TUNNEL2 |

|  |  | TUNNEL2 |

|  | WASSERq | WBRÜCKE1 | WASSERq |

|  | WASSERq | WBRÜCKE1 | WASSERq |

|  | WASSERq | WBRÜCKE1 | WASSERq |

|  | CONTgq | TBHF | CONTfq |

|  | WASSERq | WBRÜCKE1 | WASSERq |

|  | CONTgq | TBHF | CONTfq |

|  |  | tSTRa-m |

|  | WASSERq | tKRZW | WASSERq |

|  |  | tBHF |

|  | WASSERq | tKRZW | WASSERq |

|  |  | tKRWgl+l | tCONTfq |

|  | WASSERq | tKRZW | WASSERq |

|  | WASSERq | tKRZW | WASSERq |

|  | WASSERq | tKRZW | WASSERq |

|  |  | tBHF |

|  | WASSERq | tKRZW | WASSERq |

|  | WASSERq | tKRZW | WASSERq |

|  | tCONTgq | tKRWgr+r |  |

|  |  | tBHF |

|  | WASSERq | tKRZW | WASSERq |

|  |  | tBHF |

|  |  | tKRWgl+l | tCONTfq |

|  |  | tBHF |

|  |  | tSTRe-m |

|  |  | BHF |

|  | CONTgq | TEEeq |  |

|  |  | TEEaq | CONTfq |

|  |  | BHF |

|  | CONTgq | SHI4gl+lq | CONTfq |

## Imágenes

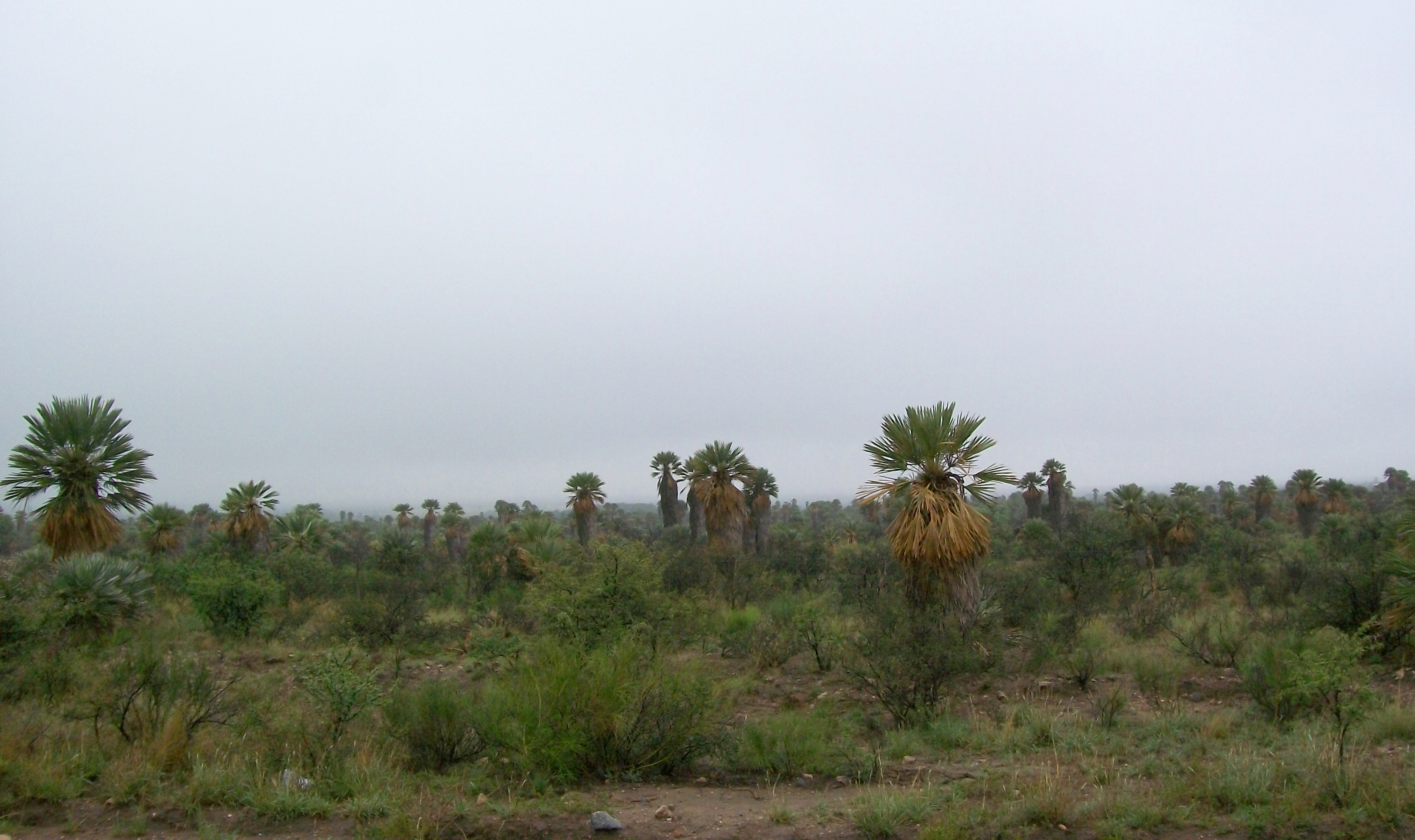
Palma Caranday. Especie autóctona de la región.
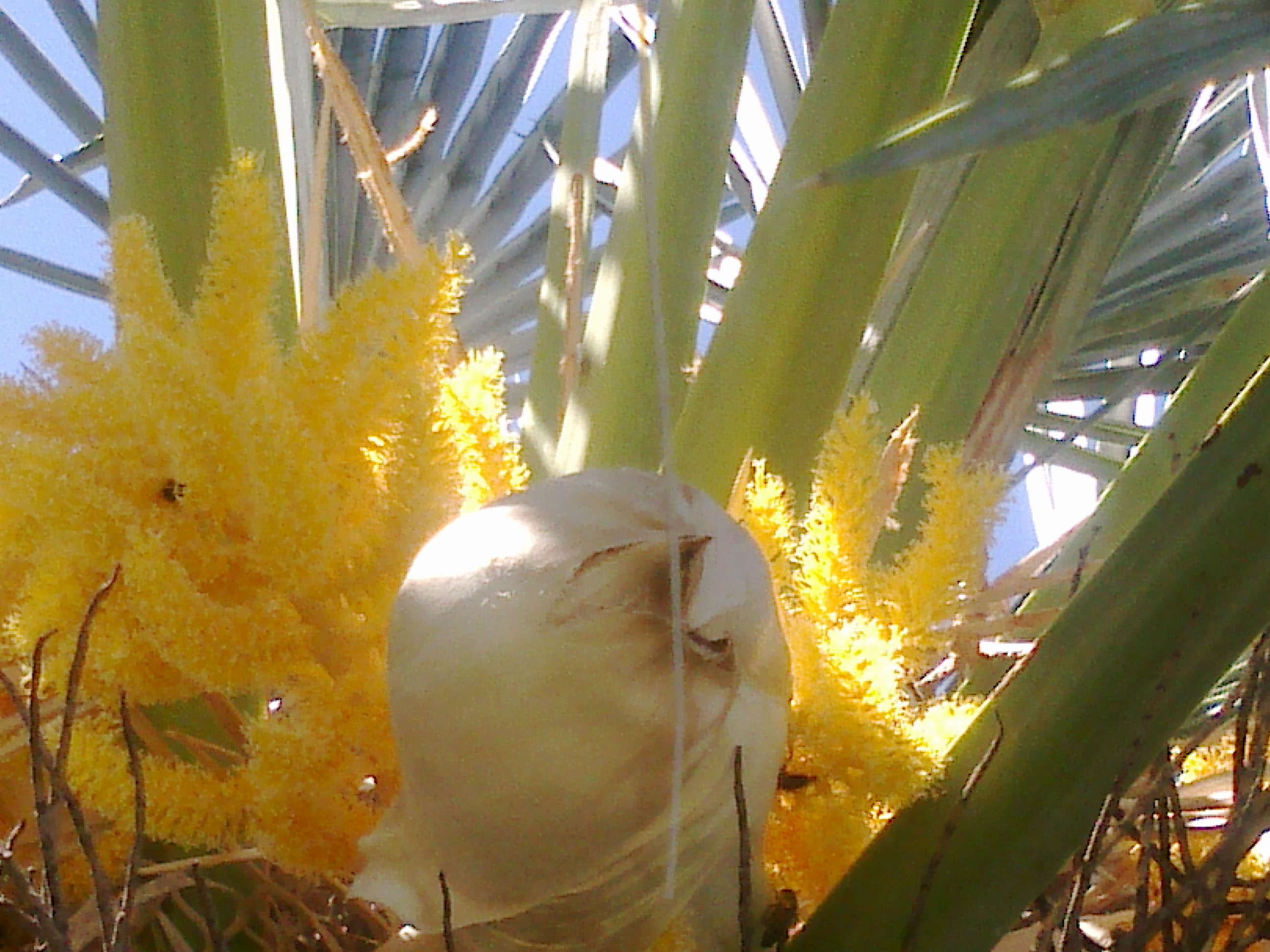
Flor de Palma Caranday.
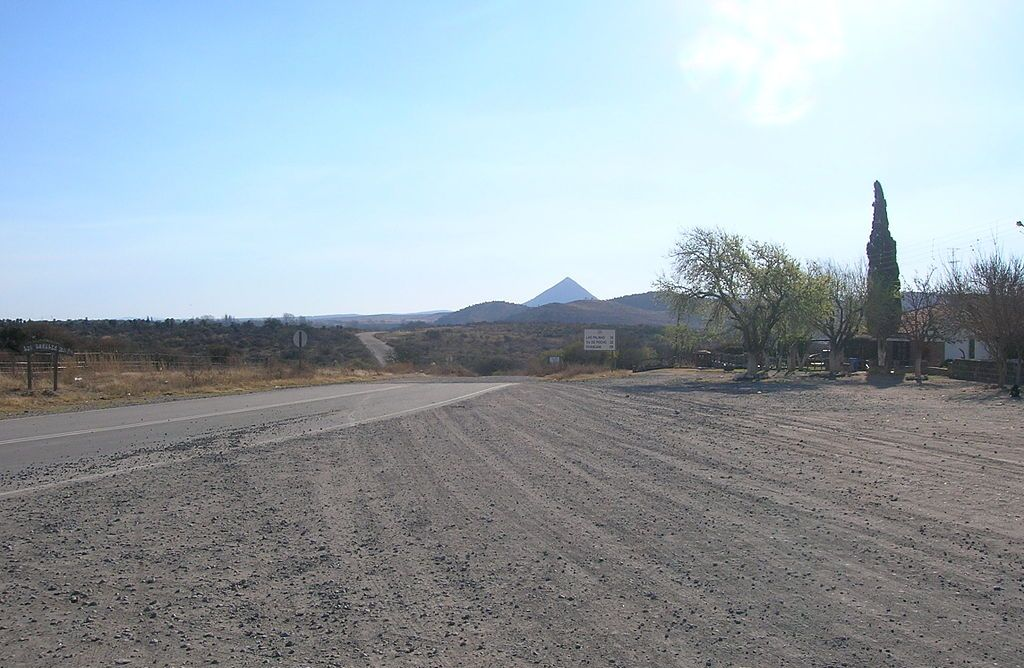
Volcanes de Pocho desde Taninga.
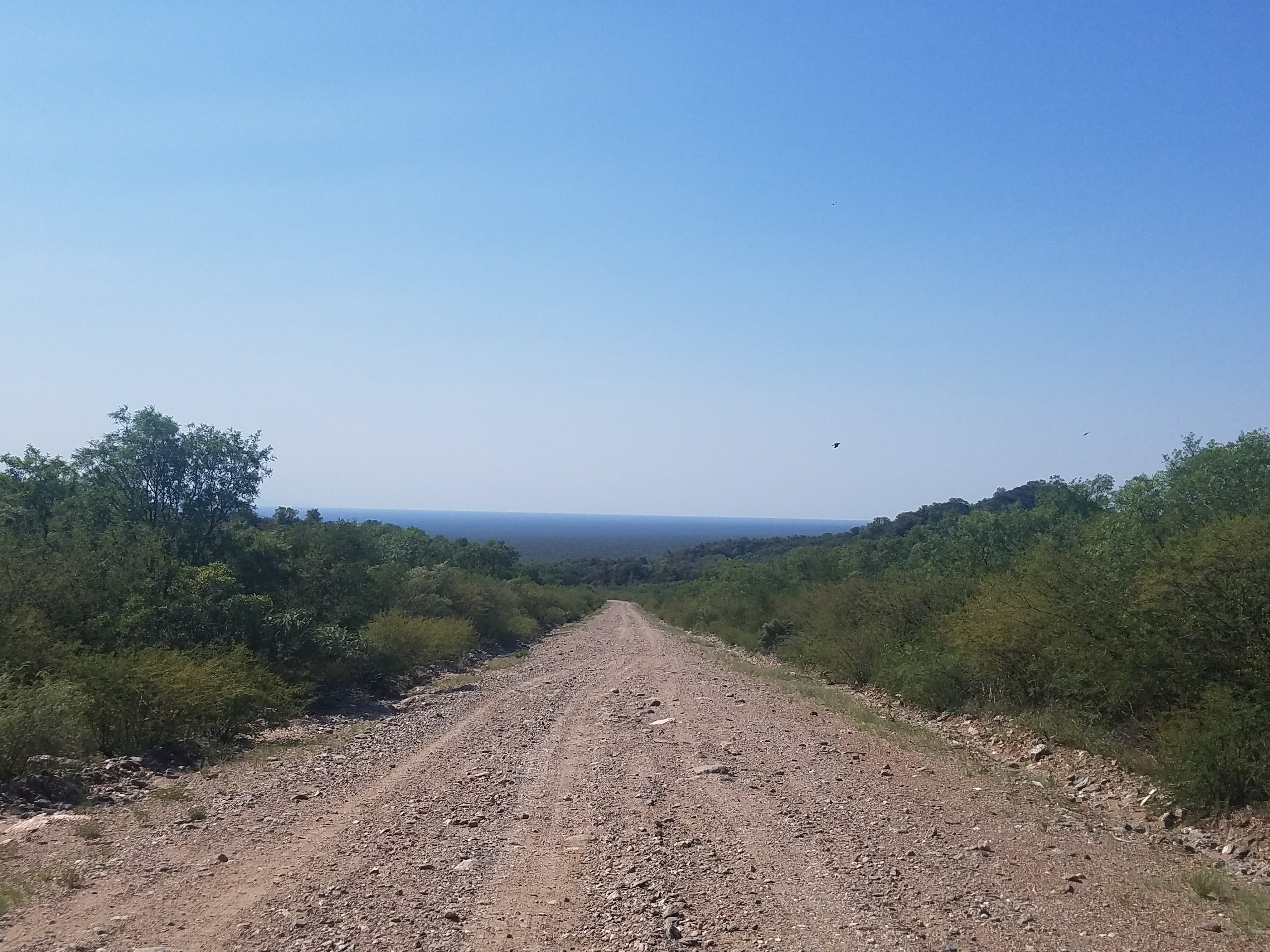
Ruta Provincial 28 en cercanías con la Ruta E51.
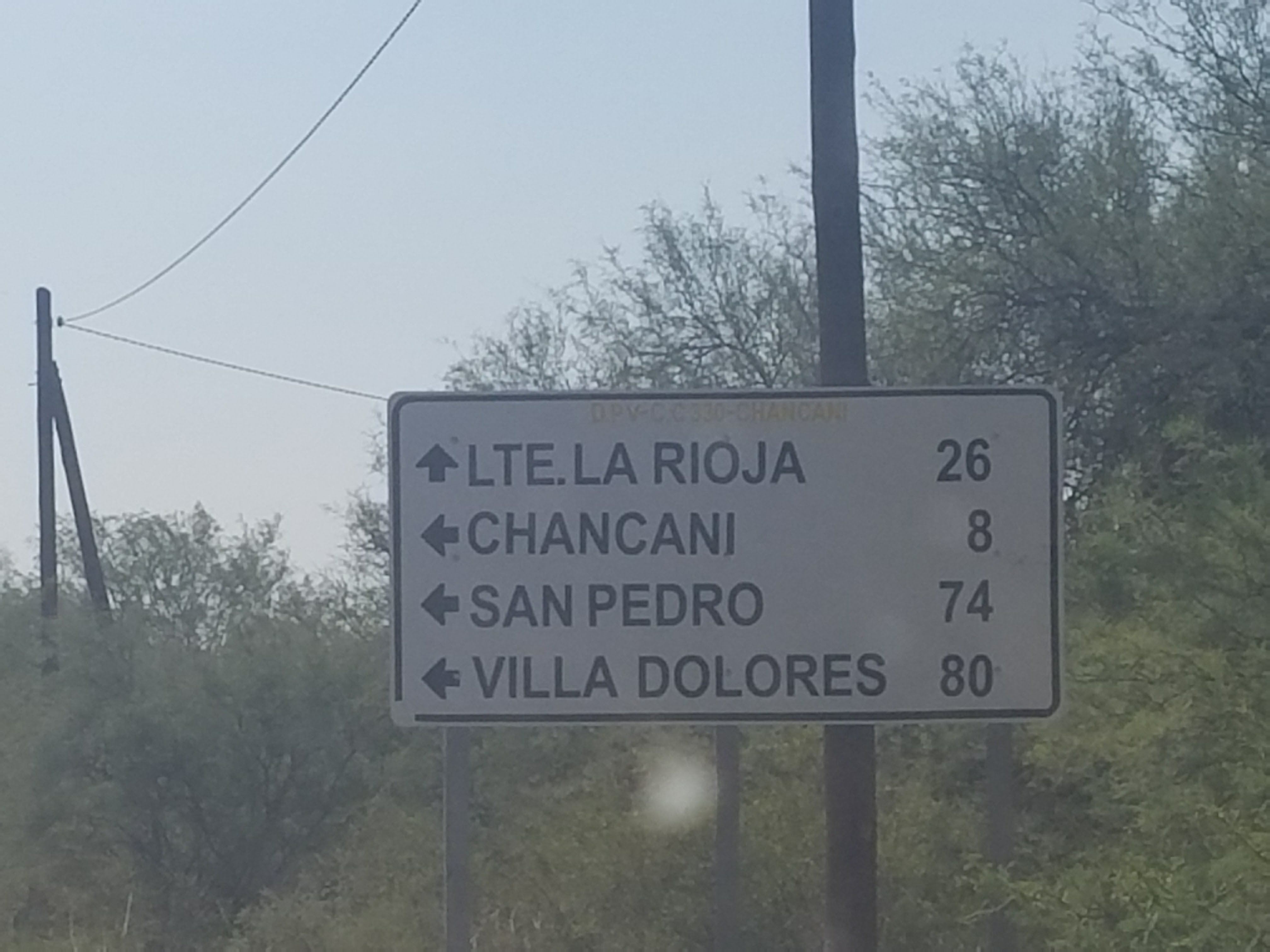
Cruce de Ruta E51 y Ruta Provincial 28.

## Nota
1. ↑   El kilometraje fue tomado del amojonado en ruta. En caso de ausencia de los mismos, se calculó según información disponible en Internet, o verificación in situ .
2. ↑   Datos oficiales según Dirección de Estadísticas y censos del Gobierno de la Provincia de Córdoba, año 2010 Según datos INDEC